# Юрчишин Мирослав-Володимир Володимирович
Миросла́в-Володи́мир Володи́мирович Юрчи́шин (14 серпня 1997, Вовків — 4 листопада 2022) — капітан Збройних сил України, учасник російсько-української війни, що відзначився під час російського вторгнення в Україну в 2022 році.

## Життєпис
Мирослав-Володимир Юрчишин народився 14 серпня 1997 року в селі Вовків (з 2020 року — Солонківської сільської громади Пустомитівського району на Львівщині. Спочатку навчався у Львівському ліцеї ім. Героїв Крут, а згодом вступив до Одеської військової академії. Був гравцем футзальної команди. З початком повномасштабного російського вторгнення в Україну перебував на передовій. Загинув 4 листопада 2022 року. Чин прощання відбувся 9 листопада 2022 року в рідному селі Вовків на Львівщині.

## Родина
У загиблого залишилися дружина (одружилися 13 жовтня 2022 року), мати, батько, а також брати, які також беруть участь у бойових діях.

## Нагороди
- орден Богдана Хмельницького II ступеня (24 жовтня 2023, посмертно) — за особисту мужність, виявлену у захисті державного суверенітету та територіальної цілісності України, самовіддане виконання військового обов'язку[5]
- орден Богдана Хмельницького III ступеня (13 квітня 2022) — за особисту мужність і самовіддані дії, виявлені у захисті державного суверенітету та територіальної цілісності України, вірність військовій присязі[6].